# 家族合わせ
家族合わせ（かぞくあわせ）とは、合わせ物かるたの一種で日本の遊びである。
1家族4人または5人（主人,妻,息子,娘,女中またはお手伝いさん〈5人のケースのみ〉）、8～12家族からなるカードを使って遊ぶもの。家族のカードには職業（大臣,陸軍大将,海軍大将,商人,医者,画家,博士,社長,アナウンサー,船長,農業,俳優,僧侶,落語家など）が載っていて、主人の名前のみと続柄（妻,息子,娘,女中またはお手伝いさん）も記されている。主人の名前は職業にちなんだ物（例.医者：薮医竹庵、大臣：國尾護）や歴史上の人物をもじった物（例.陸軍大将：大山太郎、海軍大将：東郷日出夫）となっている。プレー人数は3～6人（理想は4，5人）。互いにカードを交換し合い、多くの家族全員のメンバーを揃えた人が勝利となる。
明治時代末期に考案され、戦前（昭和時代前期）によく遊ばれた。戦後は3枚一組となった絵合わせが遊ばれており、動物,ことわざ,十二支を始め、巨人の星やハローキティなどアニメを使用した物もある。
海外でもハッピー・ファミリー（en:Happy Families）やゴー・フィッシュ（en:Go Fish）という、家族合わせと同様のゲームがある。